# 巴西滙豐銀行
滙豐銀行（巴西）（英語：HSBC Bank Brasil S.A. – Banco Múltiplo）是滙豐控股有限公司在巴西的全資子公司。該行於1997年收購Banco Bamerindus do Brasil S.A.後成立，並於1999年更名為HSBC Bank Brasil S.A.。2016年，滙豐將其巴西的零售銀行業務售予Banco Bradesco，但保留了企業銀行業務。

## 歷史
滙豐於1997年3月收購了陷入財務困境的Banco Bamerindus do Brasil S.A.，並成立了Banco HSBC Bamerindus S.A.。1999年，該行更名為HSBC Bank Brasil S.A. – Banco Múltiplo。2003年，滙豐收購了Lloyds TSB在巴西的業務，包括Losango，一家主要的消費金融公司。
在2015年，滙豐宣布將其巴西的零售銀行業務售予Banco Bradesco，交易金額為52億美元。此舉是滙豐全球重組計劃的一部分，旨在專注於亞洲市場。交易於2016年完成，滙豐保留了其在巴西的企業銀行業務。

## 營運據點
滙豐巴西的總部位於庫里提巴的「Palácio Avenida」，這是一座歷史悠久的建築，特別是在聖誕節期間，以其燈光裝飾而聞名。
- 位於庫里提巴的滙豐巴西總部大樓「Palácio Avenida」
- 位於里約熱內盧的滙豐銀行零售分行

## 事件與爭議

### 瑞士帳戶洩密事件
2015年，法國《世界報》揭露了一批由滙豐瑞士日內瓦分行流出的內部文件，內容顯示包括巴西在內的多國客戶利用該行逃避稅款。巴西政府隨後展開調查，以確定是否有巴西人參與在滙豐瑞士私人銀行開設未申報帳戶。

### 外匯操縱指控
2015年，巴西反壟斷機構對包括滙豐在內的15家大型銀行展開調查，指控其涉嫌操縱巴西貨幣雷亞爾的匯率。該調查是全球外匯市場操縱指控的一部分。

## 官網
HSBC 巴西官方網站